# Hylophilus thoracicus
El verdillo pechilimón (Hylophilus thoracicus), también denominado vireillo de pecho limón, verderón pechiamarillo (en Colombia), verdillo de pecho limón (en Perú) o verderón vientre gris (en Venezuela), es una especie de ave paseriforme de la familia Vireonidae perteneciente al género Hylophilus. Algunos autores sostienen que se divide en dos especies. Es nativo de América del Sur.

## Distribución y hábitat
El grupo griseiventris se distribuye por el sureste de Colombia, este de Ecuador, este de Perú, norte de Bolivia, norte de Brasil, este de Venezuela, Guyana, Surinam y Guayana francesa; y la subespecie nominal es una población aislada en el este de Brasil.
Es poco común, y de alguna forma, local, en su hábitat preferencial de dosel y bordes de selvas húmedas, en bosques secundarios y bajos y también en restingas hasta los 1000 m s. n. m. de altitud.

## Sistemática

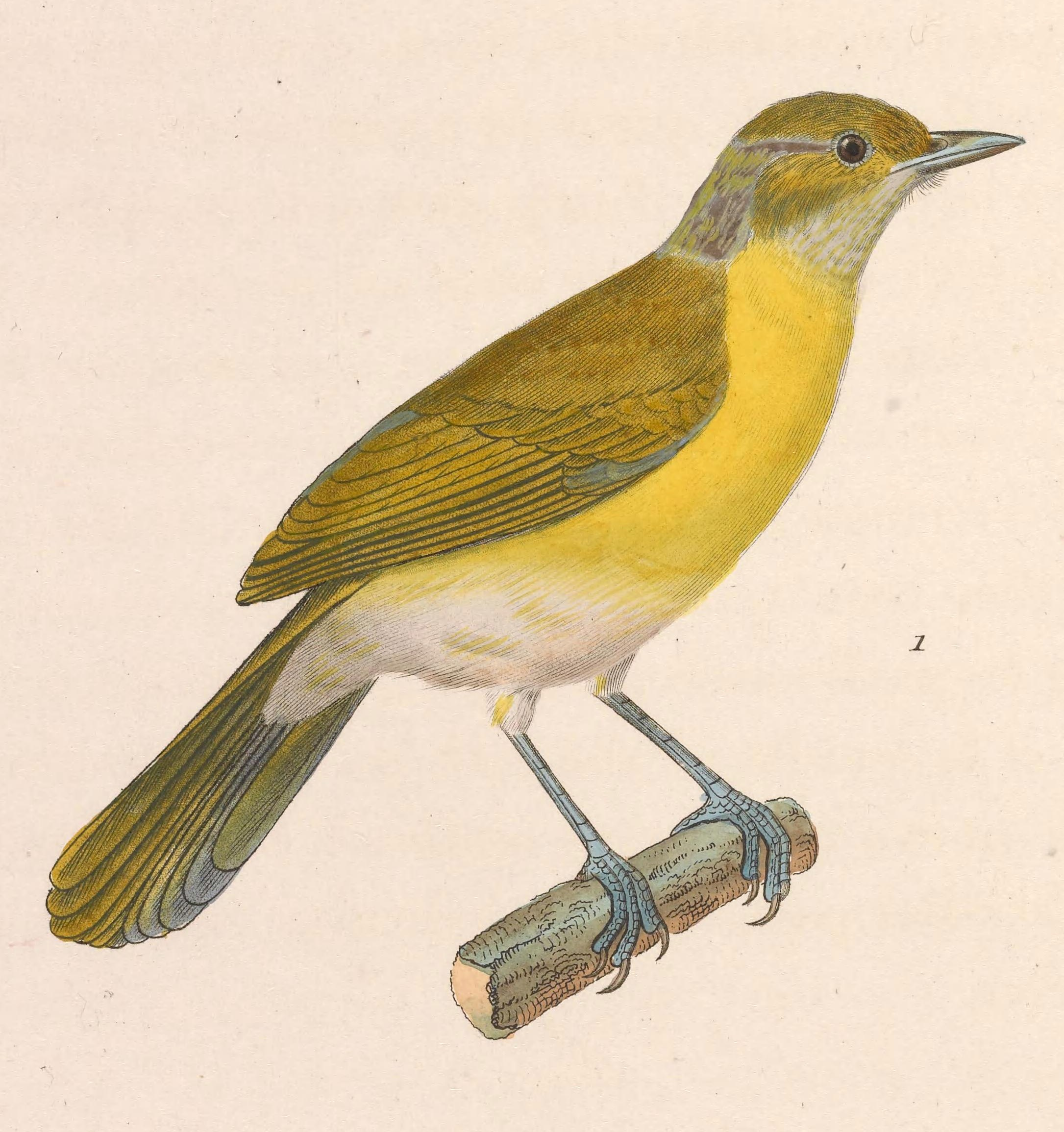
Hylophilus thoracicus, ilustración de Huet le Jeune y Prête en Temminck Nouveau recueil de planches coloriées d'oiseaux, 1838.

### Descripción original
La especie H. thoracicus fue descrita por primera vez por el naturalista neerlandés Coenraad Jacob Temminck en 1822 bajo el mismo nombre científico; su localidad tipo es: «Brasil, restringido para Río de Janeiro».

### Etimología
El nombre genérico masculino Hylophilus se compone de las palabras del griego «hulē»: ‘bosque’, y «philos»: ‘amante’; y el nombre de la especie «thoracicus» del latín medio, que significa ‘pectoral’, ‘del pecho’.

### Taxonomía
Las clasificaciones Birdlife International y Aves del Mundo tratan al grupo de subespecies norteñas  H. thoracicus griseiventris/aemulus como una especie separada Hylophilus griseiventris, con base en el color carne amarillento de las patas y el pico, y no gris; el vientre blanco grisáceo y no blanco; los lados de la cabeza amarillo verdosos y no gris blancuzco; la corona gris puro y no pardo oliva grisáceo; la cola significativamente más corta; y diferencias de vocalización.

### Subespecies
Según las clasificaciones del Congreso Ornitológico Internacional (IOC) y Clements Checklist v.2019, se reconocen tres subespecies, con su correspondiente distribución geográfica:
- Grupo politípico griseiventris/aemulus:
  - Hylophilus thoracicus aemulus (Hellmayr, 1920) - sureste de Colombia, este de Ecuador, este de Perú y norte de Bolivia.
  - Hylophilus thoracicus griseiventris Berlepsch & Hartert, 1902 - este de Venezuela (Bolívar), las Guayanas y norte de Brasil (al sur hasta el alto río Purús en el oeste y hasta el río Amazonas en el este).

- Grupo monotípico thoracicus: 
  - Hylophilus thoracicus thoracicus Temminck, 1822 - este de Brasil (sureste de Minas Gerais, sur de Bahía, Espírito Santo y Río de Janeiro, también en el extremo este de São Paulo).[11]